# Johan Petter Ferngren
Johan Petter Ferngren, född omkring 1787, död 21 maj 1827, var en svensk dekorationsmålare.
Han var son till muraren Johan Petter Ferngren och Maria Johanna Sköldberg och från 1809 gift med Fredrica Pousette. Ferngren studerade vid Konstakademien i Stockholm och för dekorationsmålaren Adam Peter Holmberg. Han medverkade i Konstakademiens samlingsutställningar några gånger under 1810-talet.   